# Sytá pára
Sytá pára (či nasycená pára) je pára, která je v termodynamické rovnováze s kapalinou o stejné teplotě a tlaku. Jedná se o dynamickou rovnováhu, při které je vypařená látka přesně nahrazena zkondenzovanou (počet molekul opouštějících hladinu je roven počtu molekul, které se do kapaliny po zkapalnění vrací).

## Vlastnosti
Je-li kapalina zahřívána v uzavřené nádobě, dojde po určité době ke vzniku syté páry. S rostoucí teplotou kapaliny se hustota i tlak její syté páry zvětšují. Závislost tlaku syté páry na teplotě se označuje jako křivka syté páry, je nelineární a pro různé látky různá. Křivka končí v kritickém bodě, ve kterém se hustota páry rovná hustotě kapaliny, rozhraní mezi oběma fázemi mizí a vznikne stejnorodá soustava. Tlak, kterým působí pára na stěnu nádoby, se také nazývá tenze par.
Pokud je vzduch nasycen vodní parou, jeho relativní vlhkost je 100 %. Teplota, při které by za daného tlaku byl vzduch nasycen, se nazývá rosný bod.
Tlak nasycené páry je závislý pouze na teplotě, a nikoli na objemu, který nasycená pára zaujímá. Nasycená pára má tedy pouze jeden stupeň volnosti. Tlak nasycené páry stoupá s teplotou. Sytá pára není ideální plyn.
Při přivádění dalšího tepla k nasycené páře dojde k přehřívání páry a vznikne přehřátá pára. U přehřáté páry lze měnit nezávisle tlak i teplotu (má dva stupně volnosti). Přehřátá pára má obvykle chování blízké ideálnímu plynu, lze ji tedy popsat stavovou rovnicí ideálního plynu.

## Příklad
Typickým příkladem syté páry je vodní pára vzniklá v parním kotli. Protože pro technickou praxi je obvykle použití syté páry nevhodné, je teplota páry zvyšována v přehřívačích.